# Томо (Белуно)
Томо је насеље у Италији у округу Белуно, региону Венето.
Према процени из 2011. у насељу је живело 411 становника. Насеље се налази на надморској висини од 363 м.